# Hiệp hội Kinh doanh Vàng Việt Nam
Hiệp hội Kinh doanh Vàng Việt Nam, đôi khi được gọi ngắn gọn là Hiệp hội Vàng, là tổ chức xã hội - nghề nghiệp của những người, doanh nghiệp, tổ chức hoạt động trong lĩnh vực thương mại và chế tác vàng bạc, đá quý và hàng trang sức các dạng loại tại Việt Nam. Hiệp hội có tên giao dịch tiếng Anh là Vietnam Gold Trader Association, viết tắt là VGTA .
Hiệp hội Kinh doanh Vàng Việt Nam được thành lập theo Quyết định số 12/2002/QĐ-BTCCBCP ngày 25 tháng 2 năm 2002 của Ban Tổ chức-Cán bộ Chính phủ, nay là Bộ Nội vụ . Điều lệ Hiệp hội được Bộ Nội vụ phê duyệt tại Số 15/2002/QĐ-BNV ngày 24 tháng 12 năm 2002 .
Văn phòng Hiệp hội đặt tại địa chỉ Số 1, ngõ 192 Thái Thịnh, quận Đống Đa, Hà Nội, Việt Nam .